# ヴァントゥー
ヴァントゥー(Ventoux)は、フランス南東部、プロヴァンス＝アルプ＝コート・ダジュール地域圏ヴォクリューズ県北東部にあるローヌワインの産地である。ヴァントゥー山周辺で生産されることからこの名がある。1973年にVDQSワインからAOCワインに昇格し、「コート・デュ・ヴァントゥー」の名称が付けられていたが、2008年11月30日に、現行のヴァントゥーに改められた。
カルパントラなど50あまりの村の7500haの畑で生産され、単独の地区名AOCとしては非常に生産量が多い。赤が76％、ロゼが約20％で、白は4％ほどである。作られているぶどう品種は、赤とロゼはグルナッシュ、カリニャン、シラー (ブドウ)などで、いちごや黒すぐりなどに似た強い香りとやや強い酸味を持ち、赤ワインはミディアムボディー、ロゼと白は辛口のすっきりした味わいである。いわゆる新興産地なので、価格は比較的安いが、オーク樽を使って熟成したかなりいいものも出てきている。